# Corona Magazine
Das Corona Magazine war ein kostenloses, alle zwei Monate erscheinendes Online-Magazin mit Schwerpunkt Science-Fiction und Fantasy. Es wurde von 2014 bis 2021 vom Verlag in Farbe und Bunt herausgegeben, der auf Literatur aus dem phantastischen Bereich spezialisiert ist. Ebenfalls seit 2014 erschien das Magazin als E-Book auf allen bekannten Plattformen wie zum Beispiel Amazon, ITunes und Google Play. Auf der Website des Magazins ist ein Archiv mit allen bis dahin erschienenen Ausgaben verfügbar. Das Magazin bezeichnete sich mit über 8.800 Abonnenten als das größte Online-Magazin der deutschen Science-Fiction-Welt.

## Historie
Gegründet wurde der Vorläufer des Magazins als E-Mail-Newsletter in der Schweiz im Jahr 1997 von Philipp Ruch unter dem Namen „W.O.R.“ bzw. „W.O.R.M.“. Ruch war Chefredakteur, als weitere Redakteure fungierten Rafael Scholl und Martin Seebacher. Die anfängliche Leserschaft bestand aus 50 vorwiegend Compuserve-Benutzern. Inhaltlich beschäftigte sich der Newsletter hauptsächlich mit Star Trek. Noch im selben Jahr mit der 25. Ausgabe wurde der Newsletter in „Star Trek Outpost for Relevant Messages“ (S.T.O.R.M.) umbenannt und präsentierte sich optisch aufwendiger: Anstatt einer einfachen Aufzählung von Meldungen hatte er nun mehrere Abschnitte, ein Inhaltsverzeichnis und direkte Links zu den wichtigsten Meldungen.
Mitte 1998 war Philipp Ruch Chefredakteur und Rafael Scholl stellvertretender Chefredakteur. Weitere leitende Redakteure waren Markus Müller, Martin Seebacher und Markus Wüthrich. Textchef Dennis Horn wurde später ebenfalls Chefredakteur.
Nach der 40. Ausgabe im Jahr 1998 wurde der Newsletter in „Corona“ umbenannt. Die Auflage lag nun bei 4.670 Lesern. Dennis Horn folgt im September 1999 mit der 55. Ausgabe auf Philipp Ruch als Chefredakteur. Die Auflage betrug zu diesem Zeitpunkt 8.570 Leser.
Mit der Oktober-Ausgabe 2014 änderte das Corona Magazine seine Erscheinungsweise auf ein kostenloses E-Book, das auf allen gängigen Portalen heruntergeladen werden kann. Zur Lektüre benötigt man ein E-Book-kompatibles Anzeigegerät (Amazon Kindle, Tolino, iPhone/iPad, Android Smartphone/Tablet etc.) bzw. eine entsprechende Software auf dem PC (zum Beispiel Calibre oder Adobe Digital Editions). Von 2014 bis 2018 waren Mike Hillenbrand und Jennifer Christina Michels Herausgeber und Chefredakteure, ab 2018 hatten Mike Hillenbrand und Björn Sülter die Chefredaktion inne. Zum rund 30-köpfigen Team der Redakteure gehören unter anderem bekannte Schriftsteller und professionelle Journalisten, Lektoren und Übersetzer wie Armin Rößler, Bernd Perplies, Christian Humberg und Hermann Ritter.
Im Laufe der 17-jährigen Geschichte haben etliche Profis aus der Medienwelt im Corona Magazine geschrieben. Seit 2017 vergab das Online erscheinende Corona Magazine gemeinsam mit der Zeitschrift Phantastisch! den Publikumspreis Deutschen Phantastik Preis.
Wegen der thematisch möglichen Verwechslung mit der Pandemie hat sich das Magazin 2021 in „Phantastika Magazin“ umbenannt. Ende 2021 wurde das Magazin vorerst eingestellt.

## Inhalt
Zu Zeiten, in denen mehrere Star-Trek- und andere Science-Fiction-Serien (Babylon 5, Space 2063 oder auch Akte X) im Fernsehen parallel liefen, bezogen sich die meisten Magazinbeiträge auch auf Star Trek und Science-Fiction. Aufgrund des schwindenden Zuschauerinteresses an diesen Themen wurden mit der Zeit weitere Franchises in die Meldungen und Artikel aufgenommen. Auch die Sparte Fantasy wurde zunehmend häufiger mit einbezogen. Zuletzt beschäftigt sich das Corona Magazine mit allen Themen rund um fantastische Welten.
Regelmäßige Rubriken im Magazin waren:
1. Spotlight (Aufmacher)
2. News aus der SF-, Buch-, TV- und Kinowelt
3. TV-Tipps mit Science-Fiction- und Fantasy-Schwerpunkt
4. Rezensionen zu Filmen, Büchern, Comics etc.
5. Interviews mit Autoren, Schauspielern, Zeichnern etc.
6. Wissenschafts-Artikel
7. Kurzgeschichte

Das Magazin blieb bis zuletzt nichtkommerziell.